# Королевство Гавайи
Королевство Гавайи (гав. Hawaiʻi) — государство, существовавшее на Гавайских островах в XIX веке.

## История
В XVIII веке на Гавайских островах существовали четыре полугосударственных объединения. После продолжительных междоусобиц королю Камеамеа I (1758?—1819) удалось в 1810 году при помощи европейского оружия объединить острова и основать династию, которая правила на Гавайях последующие 85 лет.
В XIX веке на островах королевства часто зимовали американские китобойные суда. Гавайи посещали исследователи, торговцы и искатели приключений. К середине столетия в королевстве уже имелись школы, церкви, таверны и торговые предприятия. Была введена письменность. Со временем на Гавайях получила распространение христианская религия в форме протестантизма и католичества, которые сильно подорвали местную культуру и традиции.
Вместе с европейцами на Гавайских островах появились ранее неизвестные островитянам болезни, против которых у них не было иммунитета (свинка, корь и пр.).
В 1815—1816 годах на острове Кауаи попыталась закрепиться Русско-американская компания, которая даже возвела на нём несколько фортов. Однако в 1817 году русская экспедиция, которой командовал Е. И. Шеффер, была изгнана гавайским королём из-за непомерных амбиций её руководителя и интриг американских капитанов.
С прибытием в Гавайское королевство в 1820 году миссионеров немногочисленное белое население начинает оказывать всё большее влияние на гавайских монархов. В 1826 году в королевстве был введён первый налог — на доходы от торговли и судостроения. В 1840 году белое меньшинство потребовало от Камеамеа III (правил с 1825 по 1854) принятия конституции. 25 августа 1849 года Франция напала на Гонолулу, высадившийся на берег десант разграбил город.
В последующие годы интерес США к королевству возрос и результатом этого стало подписание договора о взаимности (Reciprocity Treaty, 1875), по существу являвшегося соглашением о свободной торговле, гарантировавшим беспошлинный ввоз в США гавайского сахара и предоставлявшим американцам особые экономические привилегии. В 1887 году договор был продлён, и США получили право на строительство военно-морской базы в Пёрл-Харборе.
Последний король Гавайских островов Калакауа (1874—1891) утратил поддержку плантаторов из-за своей расточительности и попыток возродить гавайскую культуру. В 1887 году вооружённые отряды белых принудили его принять новую конституцию, которая получила название «Конституция штыка» (Bayonet Constitution). Она серьёзно ограничивала королевские полномочия и вводила избирательное право для богатых жителей Гавайев, которые, как правило, были американцами и европейцами.
В 1891 на престол вступила королева Лилиуокалани (1836—1917), которая сразу же взяла курс на отмену «Конституции штыка». Она выдвинула проект новой конституции, однако он был отвергнут правительством. Сторонники присоединения Гавайев к США составили против королевы заговор. 17 января 1893 года заговорщики, поддержанные матросами с американского корабля «Бостон», совершили государственный переворот. Правительство США отказалось аннексировать территорию, отметив, что свержение монархии, в ходе которого были использованы американские войска, было совершено вопреки народной воле. Тем не менее королевство перестало существовать, и на Гавайских островах монархия была заменена республиканской формой правления.

## Вооружённые силы
Первое время у королевства отсутствовали регулярные вооружённые силы, но постепенно создавалась армия под централизованным управлением. Король мог рассчитывать только на воинов отдельных племен. Вооруженные формирования и флот использовали как традиционные каноэ, так и отдельные европейские элементы вооружения и обмундирования, такие как каски, сделанные из натуральных материалов, а также пушки, мушкеты и, несколько позднее, европейские суда. После смерти короля Камеамеа в 1819 году, его сын уже имел армию в десятки тысяч человек. Это помогло подавить мятеж на Kuamoʻo в 1819 году и восстание на острове Кауаи в 1824 году.
После серий эпидемий вооруженные силы сократились до 500 человек и практически прекратили своё существование. Только в 1870-е годы были сформированы регулярные вооруженные силы по европейскому образцу, основу которых составляла королевская гвардия численностью до 600 человек с 8—14 орудиями. В случае необходимости рассчитывали собирать ополчение. Армия Гавайев была распущена после переворота 1893 года.